# Spectris
Spectris é uma multinacional britânica e que fabrica soluções em Instrumentação e controles de precisão.
A empresa fabrica instrumentos de medição, com foco em três segmentos principais: Spectris Scientific: sensores e instrumentos para análise de materiais e monitoramento de ambientes ultralimpos, Spectris Dynamics: soluções para detecção, captura de dados e simulação para desenvolvimento de produtos e demais setores: sensoriamento e monitoramento de precisão em tempo real e o segmento outros: opera negócios de sensoriamento e monitoramento em linha de precisão.
Foi fundada em 1915 e sua sede esta em Londres no Reino Unido.

## História
A empresa foi fundada por Richard Fairey em 1915, como Fairey Aviation Company, com o objetivo de fabricar hidroaviões, em 1980, a empresa foi adquirida pela Pearson em 1987. Foi listado pela primeira vez na Bolsa de Valores de Londres em 29 de novembro de 1988 e na década de 1990, a empresa se concentrou em eletrônicos, vendendo seus negócios de isoladores elétricos e atuadores hidráulicos.
Em 1997, adquiriu a Burnfield, fabricante de instrumentos de medição, e em 1999 comprou a Servomex, fabricante de instrumentos industriais, em 2000, comprou quatro empresas de instrumentação da Spectris AG da Alemanha e, em maio de 2001, mudou seu nome para Spectris plc, anteriormente se chamava Fairey Group plc.Em 2002, comprou o negócio da Philips Analytical por 150 milhões de euros,em 2011, a Spectris comprou a Omega Engineering por 475 milhões de dólares.
Em dezembro de 2012, vendeu a Fusion UV para a companhia alemã Heraeus Holding, GmbH. por 172 milhões de dólares em dinheiro,em 2014, adquiriu a ESG Solutions, empresa focada no setor e pioneira em tecnologia e serviços microssísmicos para as indústrias de petróleo e gás, mineração e geotecnia por 64 milhões de dólares.
Em janeiro de 2018, o Spectris Group adquiriu a Concept Life Sciences da empresa de private equity Equistone Partners por 163 milhões de libras, em abril de 2018, a Spectris adquiriu a Revolutionary Engineering da administração da empresa por 19 milhões de dólares e fundiu a empresa na subsidiária de propriedade da Spectris, Millbrook Proving Ground. Em julho de 2018, a Spectris adquiriu o fornecedor líder de soluções prontas para uso, a VI-Grade, por uma quantia não revelada.
Em novembro de 2020, comprou através da sua subsidiaria VI-Grade, a Imtec Engineering na Alemanha por uma quantia não revelada,no mesmo mês adquiriu a empresa de simulação de tráfego e simulação de sensores, RightHook.Em dezembro de 2020 foi anunciado que a B&K Vibro, outra empresa da Spectris, seria adquirida pelo grupo japonês NSK por 163 milhões de libras,
A Spectris anunciou em 11 de janeiro de 2022 que a empresa especializada em sensores de bioanálise, Creoptix, havia sido adquirida pela Malvern Panalytical por uma quantia não revelada. A Creoptix foi integrada à Malvern Panalytical ao longo do primeiro semestre de 2022,em maio de 2022, foi anunciado que a Spectris havia adquirido a Dytran Instruments na Califórnia nos Estados Unidos e que é uma projetista e fabricante de acelerômetros piezoelétricos e sensores de força dinâmica por 66 milhões de libras.

## Empresas do grupo
- Soluções industriais: Produz equipamentos de medição e testes.[4]
- Malvern Panalytical: Produz equipamentos e instrumentos científicos.[4]
- Brüel & Kjær: Produz equipamentos de medição de som e sistemas de vibração.[4]
- Particle Measuring Systems: Produz soluções em contadores de partículas para monitorar e qualificar níveis aceitáveis de contaminação no ambiente de fabricação.[20]
- Servomex: Produz equipamentos de analises de gases, como analisadores de combustão e de emissões e soluções em detecção.[21]